# Драпування

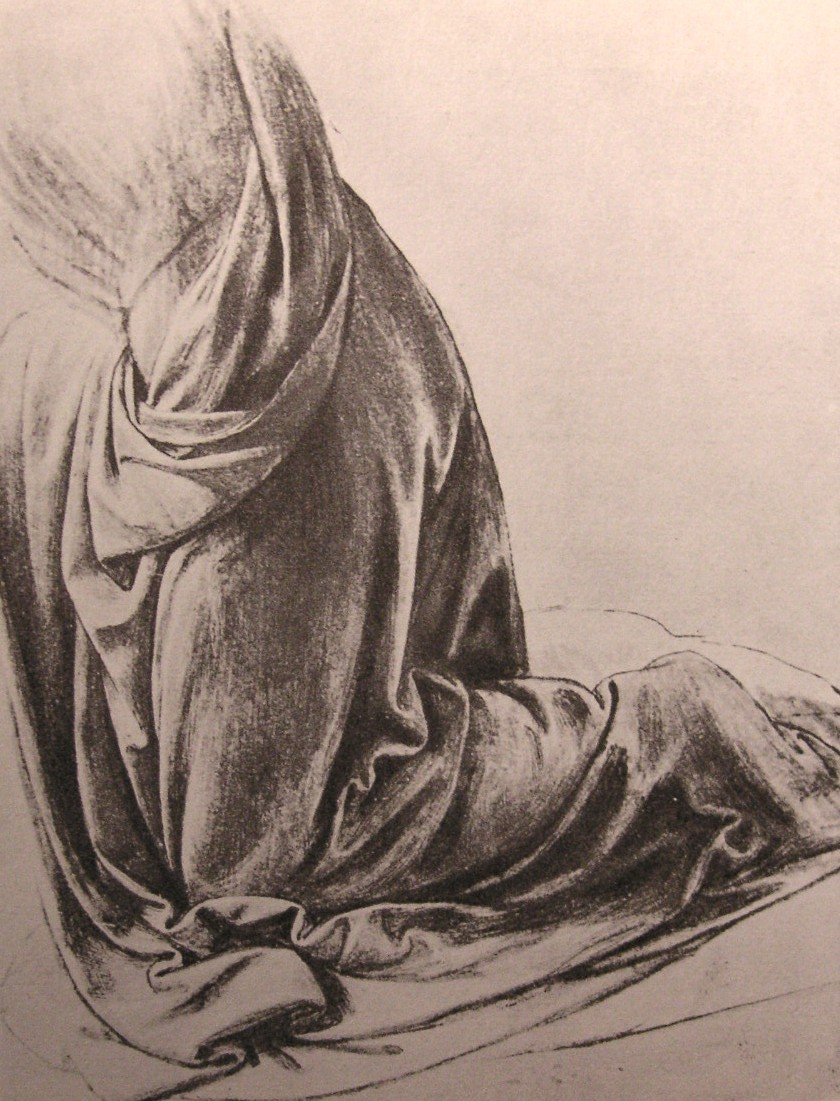
Леонардо да Вінчі, Етюд драпіровки

Драпува́ння, драпіро́вка (фр. draperie від drap — «сукно» чи «тканина взагалі») — завіса на вікні або на дверях з тканини, зібраної м'якими складками чи спеціально призбирана в складки тканина, що використовується для обгортання, обтягування чого-небудь. Зокрема, драпуванням називають одяг, у який вбираються фігури на картинах і в скульптурі.
В кравецтві драпіровка — дрібні незапрасовані складки на одязі для оздоблення його.